# Meteu
Meteu – wieś w Rumunii, w okręgu Dolj, w gminie Brădești. W 2011 roku liczyła 58 mieszkańców.